# Астра 2A
Астра 2A — европейский телекоммуникационный спутник принадлежащий компании Société Européenne des Satellites (Люксембург, Бетцдорф). Он предназначается для ретрансляции радио- и телепрограмм в аналоговом и цифровом форматах, а также обеспечения мобильной и Интернет-связью абонентов Западной Европы.

## Изготовитель
Спутник изготовлен компанией Hughes Space and Communications (Эль-Сегундо, Калифорния).

## Конструкция
Аппарат создан на базе блока HS601HP. На боковых поверхностях прямоугольного корпуса спутника, установлены две складные четырёхсекционные симметричные цельноповоротные солнечные батареи и два параболических антенных отражателя.
Габариты: (Д х Ш х В) 3,3 x 3,3 x 5,5 (со сложенными антеннами и солнечными батареями). Размах панелей солнечных батарей равняется 26 метрам, антенн — 10 метрам.

## Двигательная установка
Апогейный ЖРД R-4D Marquardt для выхода на рабочую орбиту тягой 490 Н + 12 двигателей малой тяги для ориентации и удержания аппарата на рабочей орбите. Для коррекции положения в направлении «север-юг» установлена также двигательная система XIPS с ионными ксеноновыми двигателями.
Система электроснабжения мощностью 7 кВт включает в себя солнечные батареи (GaAS) и 24 никель-водородных аккумулятора для питания бортовой аппаратуры во время нахождения в тени.

## Бортовой ретрансляционный комплекс
32 ретранслятора Ku-диапазона с полосой пропускания по 33 МГц. Ретрансляторы работающие в цифровом режиме оснащены усилителями на лампах бегущей волны мощностью по 98,5 Вт и обеспечивают передачу 56 каналов телевещания.
Из 56 каналов 40 покрывают диапазон 11,70-12,50 ГГц, который в точке 19.2 обслуживается «Астрой 1E» и «-1F», а остальные 16 — полосу от 12,50 до 12,75 МГц (полоса «Астры 1G»).
В каталоге Объединенного космического командования США спутнику Астра 2А присвоен номер 25462 и международное регистрационное обозначение 1998-050A.

## Зона покрытия
Западная Европа.